# Comuna Volevîn, Sokal
Volevîn (în ucraineană Волевин) este o comună în raionul Sokal, regiunea Liov, Ucraina, formată din satele Horodîșce și Volevîn (reședința).

## Demografie
Componența lingvistică a comunei Volevîn
     Ucraineană (99,85%)
     Alte limbi (0,05%)
Conform recensământului din 2001, majoritatea populației comunei Volevîn era vorbitoare de ucraineană (99,85%), existând în minoritate și vorbitori de alte limbi.